# Rubescourt
Rubescourt é uma comuna francesa na região administrativa de Altos da França, no departamento de Somme. Estende-se por uma área de 3,97 km². Em 2010 a comuna tinha 135 habitantes (densidade: 34 hab./km²).